# Synagoge (Ingelheim)
Die Synagoge in Ingelheim im rheinland-pfälzischen Landkreis Mainz-Bingen wurde zwischen 1840 und 1841 im Hinterhof eines Wohnhauses in der Stiegelgasse 25 errichtet. Bei den Novemberpogromen 1938 wurde die Synagoge vollständig zerstört. Die Ruine wurde verkauft und später ein Wohnhaus auf dem Grundstück errichtet. Heute erinnert eine Gedenkstele auf dem Grundstück (Synagogenplatz) an die Synagoge und die jüdische Gemeinde.

## Geschichte
Die jüdische Gemeinde Ingelheim umfasste die jüdischen Einwohner der drei Gemeinden Ober-Ingelheim, Nieder-Ingelheim sowie Frei-Weinheim, die 1939 zur Stadt Ingelheim am Rhein zusammengeschlossen wurden. Wobei die Mehrheit der jüdischen Einwohner stets in Ober-Ingelheim lebte. Bereits im 18. Jahrhundert war ein Betsaal vorhanden, der sich in vermutlich in dem Wohnhaus in der Stiegelgasse 25 in Ober-Ingelheim befand. Dieser war allerdings für die stark wachsende jüdische Gemeinde wohl schon zu Beginn des 19. Jahrhunderts zu klein geworden. Bereits bevor die Gemeinde einen Bauantrag bei den Behörden einreichte, hatte über einige Jahre hinweg eine Kollekte stattgefunden. So konnte direkt nachdem der Antrag im April 1840 genehmigt worden war mit dem Bau der Synagoge im Hinterhof des Wohnhauses in der Stiegelgasse 25 begonnen werden. Am 27. August 1841 wurde die Synagoge feierlich eingeweiht. Die Kosten für den Bau der Synagoge beliefen sich auf 5000 Gulden. Diese Summe wurde sowohl durch Spenden in Höhe von 3896 Gulden, als auch durch die Aufnahme von Krediten aufgebracht. Um die Schulden zu tilgen, wurden teilweise die Sitzplätze in der Synagoge verpachtet, worüber es immer wieder zu kleineren Streitigkeiten kam, wenn Sitzplätze durch Wegzug oder durch Tod eines früheren „Inhabers“ frei wurden und die neue Verpachtung anstand. Im Jahr 1865 wurde in der Synagoge eine Orgel eingebaut. Im August 1871 wurde die Synagoge durch einen Hagelsturm beschädigt und es mussten einzelne Fenster ersetzt werden. 1892 kam es zu einer weiteren Renovierung der Synagoge. Welche Arbeiten hierbei ausgeführt wurden, ist nicht überliefert. 1902 wurde, laut einem Zeitungsbericht, in die Synagoge eingebrochen. Dabei wurde das Betpult aufgebrochen. Der letzte große Gottesdienst, bei dem auch der Bürgermeister und weitere Ehrengäste anwesend waren, fand im Jahr 1932 anlässlich des 100-jährigen Bestehens des jüdischen Frauenvereins statt. Am 10. November 1938 wurde die Synagoge durch Mitglieder der SA aus Österreich, die in Wackernheim stationiert waren sowie von Einheimischen demoliert und fast völlig zerstört. Die Ruine wurde anschließend verkauft und das Grundstück neu bebaut. Heute stehen weder der Nachfolgebau der Synagoge, noch das Wohnhaus in der Stiegelgasse 25. Dort befindet sich nun ein Parkplatz sowie der sogenannte Synagogenplatz. 1992 wurde durch Schüler des Sebastian-Münster-Gymnasiums eine Gedenkstele entworfen, die in Zusammenarbeit mit dem Deutsch-Israelischen Freundeskreis und einer örtlichen Baufirma erstellt und 1992 auf dem Synagogenplatz aufgestellt und eingeweiht wurde. In die aus Beton bestehende Stele sind im oberen Bereich zwei Davidsterne eingelassen. Im Sockel befindet sich ein Stein vom Berg Sinai. Vor der Stele waren zwei Bronzeplatten eingelassen. Die eine Platte trug die Namen der Opfer des Nationalsozialismus und die zweite Platte erinnerte an die ehemalige Synagoge. Im Zuge der Umgestaltungen des Platzes im Jahr 2008 wurden die zwei Tafeln durch eine neue Informationstafel, die an einer Wand angebracht ist, ersetzt.

## Architektur
Einzige vorhandene Quellen für die Architektur der Synagoge sind eine Luftbildaufnahme aus dem Jahr 1930, eine Aufnahme der Ostwand im Inneren sowie die Aussagen zweier Zeitzeugen. Die Synagoge befand sich im Hinterhof des Wohnhauses in der Stiegelgasse 25 und war von der Straße her nicht einsehbar. Man erreichte sie durch die Toreinfahrt im Wohnhaus Stiegelgasse 25, in dem der Lehrer und Vorbeter wohnte. Von dem dahinter gelegenen Garten führte eine Treppe zum Haupteingang der Synagoge. Die Synagoge war im maurischen Stiel erbaut. Die Westfassade war als Staffelgiebel ausgeführt. In der Mitte lag der Haupteingang in Form einer Zwillingstür. Darüber befand sich ein großes Rundfenster. Zwei weitere, rechts und links neben dem Hauptportal gelegene Eingänge, führten zu den Frauenemporen. In der Südwand befand sich ein weiterer Eingang über den der Chor mit der Orgel erreicht werden konnte. Der Betsaal der Männer verfügte über zehn oder zwölf Sitzreihen mit jeweils fünf oder sechs Sitzplätzen auf jeder Seite. Die Ostwand mit der Toranische und dem Toraschrein war im Inneren halbrund ausgeführt. Der Toraschrein stand zwischen zwei Säulen mit einem, mit Ornamenten verzierten, Hufeisenbogen darüber. Im Hufeisenbogen waren die Gesetzestafeln mit den 12 Geboten dargestellt. Die halbrunde Ostwand war in der unteren Hälfte mit Ornamenten verziert. Auf der oberen Hälfte war ein Sternenhimmel aufgemalt. Der Toraschrein und das Pult des Vorbeters standen auf einem Podest, welches über Stufen vom Betsaal aus erreicht werden konnte. Direkt vor dem Podest standen zwei Bänke für die Kinder der jüdischen Gemeinde.

## Jüdische Gemeinde Ingelheim
Die jüdische Gemeinde Ingelheim umfasste die jüdischen Einwohner der drei Gemeinden Ober-Ingelheim, Nieder-Ingelheim sowie Frei-Weinheim, die 1939 zur Stadt Ingelheim am Rhein zusammengeschlossen wurden. Sie bestand vom 18. Jahrhundert bis in die 1930er Jahre und gehörte zum Rabbinat Bingen.